# Marie Charlotte de La Tour d'Auvergne
Marie Charlotte de La Tour d'Auvergne (Marie Sophie Charlotte; 20. prosince 1729, Paříž – 6. září 1763, Lunéville) byla francouzská šlechtična a členka rodu La Tour d'Auvergne. Provdala se do rodu Beauvau, mocné rodiny původem z Anjou, ve dvaceti letech se stala matkou a zemřela ve třiatřiceti letech na neštovice.

## Život
Marie Charlotte se narodila v Hôtelu de Bouillon v Paříži jako nejmladší dítě Emmanuela Théodosa de La Tour d'Auvergne, suverénního vévody z Bouillonu, a jeho poslední, čtvrté manželky Louise Henriette Françoise de Lorraine; byla jediným dítětem svých rodičů. Její matka byla dcerou Josefa Lotrinského, hraběte z Harcourtu.
Její otec byl synem Godefroye Maurice de La Tour d'Auvergne a Marie Anny Mancini, neteře kardinála Mazarina.
Marie Charlotte byla od narození titulována jako Mademoiselle de Château-Thierry. Když se její starší nevlastní sestra Anna Marie Louise v roce 1734 provdala za Karla de Rohan, knížete ze Soubise, začala být Marie Charlotte až do svého vlastního sňatku jako nejstarší neprovdaná princezna z rodu La Tour d'Auvergne oslovována jako Mademoiselle de Bouillon.
Mezi její bratrance patřil Antoine de Vignerot du Plessis, syn její tety Élisabeth Sophie de Lorraine a známého záletníka Louise-François-Armanda du Plessis, vévody de Richelieu.
Její otec zemřel v roce 1730, když jí bylo několik měsíců, matka v roce 1737. Marie Charlotte se tak stala schovankou svého strýce Ludvíka Henriho de La Tour d'Auvergne.
3. dubna 1745 se patnáctiletá Marie Charlotte provdala za o devět let staršího Charlese Justa de Beauvau, člena bohaté rodiny Beauvau z Lotrinského vévodství. Její švagrovou (sestra jejího manžela) se tak stala známá markýza de Boufflers. Dcera páru se provdala za Filipa Ludvíka z Noailles, syna Filipa z Noailles a Anny d'Arpajon, dvorní dámy královny Marie Antoinetty.
Marie Charlotte zemřela 6. září 1763 ve věku 33 let na neštovice v Hôtelu de Beauvau-Craon, domě svého manžela v Lunéville v Lotrinsku. Zrovna mířila s dcerou z Lotrinska do Paříže, když se nakazila. I přes maximální péči nemoci podlehla; v době, kdy domlouvala navrhovaný sňatek mezi svou dcerou Louisou a Armandem Louisem de Gontautem, vévodou z Lauzunu.
Lauzun a Louisa se nikdy nevzali a oba byli velmi zasaženi smrtí Marie Charlotte – milovali se a Lauzan v Marii Charlotte ztratil svého nejcennějšího spojence pokud jde o jeho sňatek s Louisou. Její dcera byla umístěna do kláštera Port-Royal v Paříži, kde zůstala až do své svatby v roce 1767.
Po její smrti se její manžel v roce 1764 znovu oženil s Marií Charlotte Sylvií de Rohan-Chabot, sestřenicí Karla de Rohan, knížete ze Soubise.

## Potomstvo
- Anna Louise Marie de Beauvau (1. dubna 1750 – 20. listopadu 1834)